# مشكول
مشكول هي قرية في مقاطعة كوثر، إيران. عدد سكان هذه القرية هو 165 في سنة 2006.